# Müveddet Kadın
Müveddet Kadın, född 12 oktober 1893 död 20 december 1951, var tredje hustru till den osmanska sultanen Mehmet VI (regerande 1918–1922).
Hon var dotter till den abchaziska adelsmannen Kato Davud Bey Çıhçı och Ayşe Hanım. Hennes faster Habibe Hanım var kalfa vid i det kejserliga osmanska haremet, och hon gavs själv till haremet som kalfa vid nio års ålder, ungefär så som cariyes alltid hade placerats i haremet, en sed som vid denna tid precis hade dött ut. I enlighet med traditionen ändrades hennes namn då hon placerades i haremet. I haremet blev hon kalfa-tjänare hos sultanens mor Şayeste Hanım. 
Mehmet VI lade märke till henne och gifte sig med henne som hustru nummer tre 1911. Paret fick 1912 en son, som blev Mehmet VI:s arvinge. Hon motsatte sig att maken tog hennes brorsdotter till hustru nummer fyra 1918. 
Det osmanska sultanatet avskaffades 1 november 1922 och det osmanska kalifatet i mars 1924, varefter alla medlemmar av den före detta osmanska dynastin förvisades från den nya republiken Turkiet. Hon följde maken till San Remo i Italien och kvarblev där till hans död 1926. Hon bosatte sig 1929 i Egypten, där hon 1932 gifte sig med Şakir Bey. Hennes son accepterade inte hennes omgifte utan bröt med henne. Hon skilde sig 1936. 
Hon tilläts återvända till Turkiet och bosätta sig i Çengelköypalatset 1948. 